# Randvere (Saaremaa)
Randvere (Duits: Randefer) is een plaats in de Estlandse gemeente Saaremaa, provincie Saaremaa. De plaats heeft de status van dorp (Estisch: küla) en telt 28 inwoners (2021).
Tot in oktober 2017 lag Randvere in de gemeente Laimjala. In die maand werd Laimjala bij de fusiegemeente Saaremaa gevoegd. In de nieuwe gemeente lag nog een dorp met de naam Randvere. Dat werd toen omgedoopt in Suur-Randvere.

## Geschiedenis
Randvere werd voor het eerst genoemd in 1453 onder de naam Randever als Wacke (een administratieve eenheid voor een groep boeren met gezamenlijke verplichtingen). In de 18e eeuw was het dorp op het landgoed van Kõiguste.
In 1977 werd Randvere bij het buurdorp Kõiguste gevoegd. In 1997 werd het weer een apart dorp.
De taalkundige Johannes Aavik (1880-1973) werd geboren in Randvere. In 1980 werd in Randvere een gedenksteen voor hem onthuld.